# Iglesia de Santa María la Virgen (Nueva York)
La Iglesia de Santa María la Virgen (del inglés: Church of St. Mary the Virgin) es una iglesia histórica ubicada en Nueva York, Nueva York. La Iglesia de Santa María la Virgen se encuentra inscrita  en el Registro Nacional de Lugares Históricos desde el 16 de abril de 1990.  

## Ubicación
La Iglesia de Santa María la Virgen se encuentra dentro del condado de Nueva York en las coordenadas 40°45′30″N 73°59′02″O / 40.758333, -73.983889.